# Giải bóng đá Hạng Ba Quốc gia 2020
Giải bóng đá Hạng Ba Quốc gia 2020 là mùa giải thứ mười sáu của giải bóng đá hạng thứ 4 và thấp nhất thuộc hệ thống các giải bóng đá Việt Nam (sau V.League 1, V.League 2 và Giải Hạng Nhì) do VFF tổ chức hàng năm. Giải diễn ra từ ngày 3 tháng 11 đến ngày 17 tháng 11 năm 2020.

## Thay đổi đội bóng
Danh sách các đội bóng có sự thay đổi so với mùa giải 2019.
| Đội bóng mới - Bắc Ninh - Hải Nam Vĩnh Phúc - Phú Yên - PVF B - Sơn La - Trẻ Quảng Nam - Trẻ Tây Ninh Xuống hạng từ giải Hạng Nhì 2019 - Trẻ Long An (rút lui) | Thăng hạng lên giải Hạng Nhì 2020 - PVF - Trẻ Thành phố Hồ Chí Minh - Tuấn Tú Phú Thọ - Đồng Nai Không tham gia mùa giải này - Đào Hà Vĩnh Phúc - Hà Nội Sun FC |

## Các đội bóng tham dự và điều lệ giải
Ngày 12 tháng 10 năm 2020, Điều lệ giải được ban hành, theo đó có 10 câu lạc bộ/đội tham dự, gồm: Bắc Ninh, Hải Nam Vĩnh Phúc, Bến Tre, Trẻ Long An, Trẻ Quảng Nam, Luxury Hạ Long, Phú Yên, Sơn La, Trẻ Viettel và Trẻ Tây Ninh. Tuy nhiên Trẻ Long An xin rút khỏi giải, và đội thay thế là PVF B. Theo thông báo của VFF ngày 9 tháng 11 năm 2020, theo đề nghị của Liên đoàn Bóng đá tỉnh Sơn La, Liên đoàn Bóng đá Việt Nam  chấp thuận cho đội Sơn La không tiếp tục tham dự giải do không thể hoàn thiện được các thủ tục và công tác tổ chức. Vì vậy giải chỉ còn 9 đội tham gia. 9 đội được chia làm 2 bảng theo khu vực địa lý, thi đấu vòng tròn một lượt tính điểm xếp hạng. Hai đội xếp thứ nhất tại hai bảng sẽ giành quyền tham dự giải Hạng Nhì 2021.

## Kết quả chi tiết

### Bảng A
Dưới đây là các kết quả chi tiết Bảng A mùa giải 2020:

#### Vòng 1
| 03 tháng 11 năm 2020 | Hải Nam Vĩnh Phúc | 0–0 | Trẻ Viettel | Tam Đảo, Vĩnh Phúc                                                 |  |
| 14:30                |                   |     |             | Sân vận động: Tam Đảo Lượng khán giả: 1.500 Trọng tài: Vũ Văn Việt |  |

| 04 tháng 11 năm 2020 | Luxury Hạ Long             | 2–3 | Bắc Ninh                                                     | Tam Đảo, Vĩnh Phúc                                                |  |
| 14:30                | - Nguyễn Văn Ngọc 22', 74' |     | - Nguyễn Công Huy 31' - Hồ Văn Cường 47' - Thái Minh Hai 87' | Sân vận động: Tam Đảo Lượng khán giả: 200 Trọng tài: Trần Văn Lập |  |

#### Vòng 2
| 07 tháng 11 năm 2020 | Bắc Ninh | 0–2 | Hải Nam Vĩnh Phúc                           | Tam Đảo, Vĩnh Phúc                                |  |
| 14:30                |          |     | - Lê Khánh Toàn 12' - Nguyễn Trọng Kiệt 15' | Sân vận động: Tam Đảo Trọng tài: Nguyễn Ngọc Tùng |  |

| 09 tháng 11 năm 2020 | Luxury Hạ Long             | 1–2 | Trẻ Viettel            | Tam Đảo, Vĩnh Phúc                                                   |  |
| 14:30                | Trần Nguyễn Nhật Thiện 41' |     | Đặng Ngọc Đức 24', 67' | Sân vận động: Tam Đảo Lượng khán giả: 200 Trọng tài: Nguyễn Mạnh Hải |  |

#### Vòng 3
| 13 tháng 11 năm 2020 | Trẻ Viettel                                        | 3–0 | Bắc Ninh | Nam Từ Liêm, Hà Nội                                                  |  |
| 14:30                | - Trần Phạm Bảo Tuấn 4', 45' - Vũ Bá Hải Dương 46' |     |          | Sân vận động: TT Đào tạo Bóng đá Trẻ Việt Nam Trọng tài: Hà Văn Thức |  |

| 13 tháng 11 năm 2020 | Hải Nam Vĩnh Phúc                                                                             | 5–1 | Luxury Hạ Long       | Tam Đảo, Vĩnh Phúc                                               |  |
| 14:30                | - Lê Khánh Toàn 45+2', 56' - Nguyễn Bá Tiến 64' - Nguyễn Trọng Kiệt 73' - Hoàng Văn Thông 80' |     | Nguyễn Văn Sơn 90+6' | Sân vận động: Tam Đảo Lượng khán giả: 500 Trọng tài: Vũ Văn Việt |  |

### Bảng B
Dưới đây là các kết quả chi tiết Bảng B mùa giải 2020:

#### Vòng 1
| 03 tháng 11 năm 2020 | Bến Tre          | 1–1 | Phú Yên             | Thành phố Bến Tre, Bến Tre                                         |  |
| 15:00                | Trần Văn Hén 57' |     | Nguyễn Thế Kiệt 29' | Sân vận động: Bến Tre Lượng khán giả: 500 Trọng tài: Nguyễn Anh Vũ |  |

| 04 tháng 11 năm 2020 | PVF B                         | 3–0 | Trẻ Tây Ninh | Thành phố Bến Tre, Bến Tre                                          |  |
| 15:00                | Dương Ngọc Sang 68', 70', 90' |     |              | Sân vận động: Bến Tre Lượng khán giả: 200 Trọng tài: Đặng Quốc Dũng |  |

|  | Trẻ Quảng Nam | Nghỉ |  |  |  |
|  |               |      |  |  |  |

#### Vòng 2
| 07 tháng 11 năm 2020 | Trẻ Quảng Nam        | 1–0 | PVF B | Thành phố Bến Tre, Bến Tre                                         |  |
| 15:00                | Nguyễn Hoàng Nam 16' |     |       | Sân vận động: Bến Tre Lượng khán giả: 200 Trọng tài: Trần Văn Khỏe |  |

| 08 tháng 11 năm 2020 | Trẻ Tây Ninh | 0–1 | Bến Tre              | Thành phố Bến Tre, Bến Tre                                             |  |
| 15:00                |              |     | Phạm Trung Chánh 14' | Sân vận động: Bến Tre Lượng khán giả: 500 Trọng tài: Nguyễn Ngọc Tưởng |  |

|  | Phú Yên | Nghỉ |  |  |  |
|  |         |      |  |  |  |

#### Vòng 3
| 10 tháng 11 năm 2020 | PVF B                                       | 2–1 | Phú Yên           | Thành phố Bến Tre, Bến Tre                                             |  |
| 15:00                | - Trần Vũ Ngọc Tài 13' - Nguyễn Đức Duy 81' |     | Phạm Mạnh Sơn 50' | Sân vận động: Bến Tre Lượng khán giả: 200 Trọng tài: Nguyễn Ngọc Tưởng |  |

| 11 tháng 11 năm 2020 | Trẻ Tây Ninh                              | 2–1 | Trẻ Quảng Nam     | Thành phố Bến Tre, Bến Tre                                         |  |
| 15:00                | - Lê Văn Khánh 63' - Lương Văn Trường 73' |     | Nguyễn Sỹ Đàn 75' | Sân vận động: Bến Tre Lượng khán giả: 200 Trọng tài: Nguyễn Anh Vũ |  |

|  | Bến Tre | Nghỉ |  |  |  |
|  |         |      |  |  |  |

#### Vòng 4
| 13 tháng 11 năm 2020 | Trẻ Quảng Nam             | 2–0 | Bến Tre | Thành phố Bến Tre, Bến Tre |  |
| 15:00                | Nguyễn Hoàng Nam 58', 77' |     |         | Sân vận động: Bến Tre      |  |

| 14 tháng 11 năm 2020 | Phú Yên           | 1–1 | Trẻ Tây Ninh         | Thành phố Bến Tre, Bến Tre                                          |  |
| 15:00                | Bùi Thanh Hải 37' |     | Lương Văn Trường 87' | Sân vận động: Bến Tre Lượng khán giả: 100 Trọng tài: Đặng Quốc Dũng |  |

|  | PVF B | Nghỉ |  |  |  |
|  |       |      |  |  |  |

#### Vòng 5
| 16 tháng 11 năm 2020 | Phú Yên | 0–1 | Trẻ Quảng Nam       | Thành phố Bến Tre, Bến Tre |  |
| 15:00                |         |     | Nguyễn Đình Bắc 56' | Sân vận động: Bến Tre      |  |

| 17 tháng 11 năm 2020 | Bến Tre                | 1–4 | PVF B                                                                              | Thành phố Bến Tre, Bến Tre                                             |  |
| 15:00                | Nguyễn Thành Trung 57' |     | - Đỗ Hữu Phước 26' - Dương Ngọc Sang 28' - Trần Vũ Ngọc Tài 70' - Lê Quang Hải 86' | Sân vận động: Bến Tre Lượng khán giả: 200 Trọng tài: Nguyễn Ngọc Tưởng |  |

|  | Trẻ Tây Ninh | Nghỉ |  |  |  |
|  |              |      |  |  |  |

## Bảng xếp hạng

### Bảng A
| VT | Đội                      | ST | T | H | B | BT | BB | HS | Đ | Thăng hạng                    |
| -- | ------------------------ | -- | - | - | - | -- | -- | -- | - | ----------------------------- |
| 1  | Hải Nam Vĩnh Phúc (C, P) | 3  | 2 | 1 | 0 | 7  | 1  | +6 | 7 | Thăng hạng giải Hạng Nhì 2021 |
| 2  | Trẻ Viettel              | 3  | 2 | 1 | 0 | 5  | 1  | +4 | 7 |                               |
| 3  | Bắc Ninh                 | 3  | 1 | 0 | 2 | 3  | 7  | −4 | 3 |                               |
| 4  | Luxury Hạ Long           | 3  | 0 | 0 | 3 | 4  | 10 | −6 | 0 |                               |

### Bảng B
| VT | Đội                  | ST | T | H | B | BT | BB | HS | Đ | Thăng hạng                    |
| -- | -------------------- | -- | - | - | - | -- | -- | -- | - | ----------------------------- |
| 1  | Trẻ Quảng Nam (C, P) | 4  | 3 | 0 | 1 | 5  | 2  | +3 | 9 | Thăng hạng giải Hạng Nhì 2021 |
| 2  | PVF B                | 4  | 3 | 0 | 1 | 9  | 2  | +7 | 9 |                               |
| 3  | Bến Tre              | 4  | 1 | 1 | 2 | 3  | 7  | −4 | 4 |                               |
| 4  | Trẻ Tây Ninh         | 4  | 1 | 1 | 2 | 3  | 6  | −3 | 4 |                               |
| 5  | Phú Yên              | 4  | 0 | 2 | 2 | 2  | 5  | −3 | 2 |                               |

### Tóm tắt kết quả

#### Bảng A
| Nhà \ Khách       | BNFC | HNVP | LXHL | VTFC |
| ----------------- | ---- | ---- | ---- | ---- |
| Bắc Ninh          |      | 0–2  |      | 3–0  |
| Hải Nam Vĩnh Phúc |      |      | 5–1  | 0–0  |
| Luxury Hạ Long    | 2–3  |      |      | 1–2  |
| Trẻ Viettel       |      |      |      |      |

#### Bảng B
| Nhà \ Khách   | BTFC | PYFC | PVFB | QNFC | TNFC |
| ------------- | ---- | ---- | ---- | ---- | ---- |
| Bến Tre       |      | 1–1  | 1–4  |      |      |
| Phú Yên       |      |      |      | 0–1  | 1–1  |
| PVF B         |      | 2–0  |      |      | 3–0  |
| Trẻ Quảng Nam | 2–0  |      | 1–0  |      |      |
| Trẻ Tây Ninh  | 1–0  |      |      | 2–1  |      |

### Tiến trình mùa giải

##### Bảng A
| Đội ╲ Vòng        | 1        | 2 | 3 |   |
| ----------------- | -------- | - | - | - |
| Đội ╲ Vòng        | Bắc Ninh | W | L | L |
| Hải Nam Vĩnh Phúc | D        | W | W |   |
| Luxury Hạ Long    | L        | L | L |   |
| Trẻ Viettel       | D        | W | W |   |

##### Bảng B
| Đội ╲ Vòng    | 1       | 2 | 3 | 4 | 5 |   |
| ------------- | ------- | - | - | - | - | - |
| Đội ╲ Vòng    | Bến Tre | D | W | - | L | L |
| Phú Yên       | D       | - | L | D | L |   |
| PVF B         | W       | L | W | - | W |   |
| Trẻ Quảng Nam | -       | W | L | W | W |   |
| Trẻ Tây Ninh  | L       | L | W | D | - |   |

## Tổng kết
Các đội bóng thăng hạng: 
- Bảng A: Hải Nam Vĩnh Phúc
- Bảng B: Trẻ Quảng Nam